# Melody (canción de Megumi Nakajima)
«Melody» (メロディ?) es el duodécimo sencillo de la cantante y seiyū japonesa Megumi Nakajima, y el cuarto que no es representado por un personaje de anime lanzado al mercado el día 24 de noviembre del año 2010.

## Detalles
Este sencillo presenta las canciones Melody, usada como primera canción de cierre en el OVA Tamayura,  la canción Natsudori utilizada como segunda canción de cierre y Naisho no Hanashi usado como canción de fondo para el mismo OVA.
Esta es la segunda producción musical donde Megumi participa en la creación de la letra de una de las canciones que sale en el sencillo, después de su álbum I love you.
Lista de Canciones (VTCL-35096)

| N.º | Título                                  | Letras                        | Música              | Arreglos            | Duración |  |
| 1.  | «Melody (メロディ?)»                    | Katsutoshi Kitagawa           | Katsutoshi Kitagawa | Katsutoshi Kitagawa | 5:38     |  |
| 2.  | «Natsudori (夏鳥?)»                     | Sugimori Mai                  | Sugimori Mai        | Nobuyuki Shimizu    | 5:33     |  |
| 3.  | «Naisho no Hanashi (ナイショのはなし?)» | Nakajima Megumi / Nishi Naoki | Mina Kubota         | Mina Kubota         | 4:19     |  |
| 4.  | «Melody -without megumi-»               |                               | Katsutoshi Kitagawa | Katsutoshi Kitagawa | 5:38     |  |
| 5.  | «Natsudori -without megumi-»            |                               | Sugimori Mai        | Nobuyuki Shimizu    | 5:33     |  |
| 6.  | «Naisho no Hanashi -without megumi-»    |                               | Mina Kubota         | Mina Kubota         | 4:15     |  |